# Diamant (Camille)
Diamant is een nummer van de Belgische actrice-zangeres Camille Dhont. Het nummer werd begin februari 2022 uitgebracht, als tweede solo-single van de zangeres en als eerste single van haar tweede studioalbum SOS. Het nummer werd gekozen als MNM-Big Hit, en kwam een week later meteen binnen op plaats 15 in de Ultratop 50. Een week later behaalde het een piek op plaats 4, net zoals haar vorige single Vuurwerk.
Diamant werd geschreven als campagnelied tegen pesten, georganiseerd door de jongerenzender Ketnet. Camille bracht het nummer ook live tijdens STIP IT, het eindevenement tijdens de Week Tegen Pesten.

## Hitlijsten

### Ultratop 50 Vlaanderen
| Diamant in de Ultratop 50: 12-02-2022-11-06-2022 | Diamant in de Ultratop 50: 12-02-2022-11-06-2022 | Diamant in de Ultratop 50: 12-02-2022-11-06-2022 | Diamant in de Ultratop 50: 12-02-2022-11-06-2022 | Diamant in de Ultratop 50: 12-02-2022-11-06-2022 | Diamant in de Ultratop 50: 12-02-2022-11-06-2022 | Diamant in de Ultratop 50: 12-02-2022-11-06-2022 | Diamant in de Ultratop 50: 12-02-2022-11-06-2022 | Diamant in de Ultratop 50: 12-02-2022-11-06-2022 | Diamant in de Ultratop 50: 12-02-2022-11-06-2022 | Diamant in de Ultratop 50: 12-02-2022-11-06-2022 | Diamant in de Ultratop 50: 12-02-2022-11-06-2022 | Diamant in de Ultratop 50: 12-02-2022-11-06-2022 | Diamant in de Ultratop 50: 12-02-2022-11-06-2022 | Diamant in de Ultratop 50: 12-02-2022-11-06-2022 | Diamant in de Ultratop 50: 12-02-2022-11-06-2022 | Diamant in de Ultratop 50: 12-02-2022-11-06-2022 | Diamant in de Ultratop 50: 12-02-2022-11-06-2022 | Diamant in de Ultratop 50: 12-02-2022-11-06-2022 | Diamant in de Ultratop 50: 12-02-2022-11-06-2022 | Diamant in de Ultratop 50: 12-02-2022-11-06-2022 |
| Week:                                            | 1                                                | 2                                                | 3                                                | 4                                                | 5                                                | 6                                                | 7                                                | 8                                                | 9                                                | 10                                               | 11                                               | 12                                               | 13                                               | 14                                               | 15                                               | 16                                               | 17                                               | 18                                               |                                                  |                                                  |
| ------------------------------------------------ | ------------------------------------------------ | ------------------------------------------------ | ------------------------------------------------ | ------------------------------------------------ | ------------------------------------------------ | ------------------------------------------------ | ------------------------------------------------ | ------------------------------------------------ | ------------------------------------------------ | ------------------------------------------------ | ------------------------------------------------ | ------------------------------------------------ | ------------------------------------------------ | ------------------------------------------------ | ------------------------------------------------ | ------------------------------------------------ | ------------------------------------------------ | ------------------------------------------------ | ------------------------------------------------ | ------------------------------------------------ |
| Positie:                                         | 15                                               | 4                                                | 5                                                | 5                                                | 13                                               | 16                                               | 6                                                | 5                                                | 8                                                | 4                                                | 14                                               | 16                                               | 14                                               | 16                                               | 26                                               | 32                                               | 48                                               | 47                                               | uit                                              |                                                  |